# Hit Mom – Mörderische Weihnachten
Hit Mom – Mörderische Weihnachten ist ein deutscher Fernsehfilm aus dem Jahr 2017, in dem Anneke Kim Sarnau in der Hauptrolle eine Putzfrau spielt, die aufgrund zufälliger Umstände gegen ihren Willen zu einer Auftragsmörderin wird. Seine Fernsehpremiere hatte der Film am 13. Dezember 2017 im Ersten.

## Handlung
Hanni arbeitet als Putzfrau und versorgt damit ihre kleine Familie. Ehemann Falk ist seit anderthalb Jahren arbeitssuchend, ihr Sohn sitzt meistens vor dem Fernseher. Eines Abends beobachtet sie vor ihrem Wohnhochhaus zufällig einen Nachbarn, der sich sehr merkwürdig verhält. Aus Interesse folgt sie ihm und kann gerade noch verhindern, dass er mit einer Axt auf eine ältere Dame im Park losgeht. Daraufhin entführt dieser Hanni, um die neugierige Zeugin aus dem Weg zu räumen. Hanni kann sich jedoch wehren, sodass der Entführer schwer verletzt ins Krankenhaus muss. Hanni möchte die ältere Dame warnen und geht zu deren Wohnung. Da diese Hanni jedoch als Gefahr ansieht, kommt es zu einem Kampf, bei dem die Dame unglücklich stürzt und sich tödlich verletzt. Hanni inszeniert dies als einen Putzunfall. Am Abend klingelt ein Kommissar bei Hanni und nimmt sie mit aufs Revier.
Der Kommissar hat Indizien, die Hanni mit dem verletzten Entführer und dem Tod der älteren Dame in Verbindung bringen. Es möchte sie aber nicht verhaften. Da er selbst der Auftraggeber ist und sein mordender Kumpan Sascha wegen Hanni gerade im Krankenhaus liegt, benötigt er zügig Ersatz. Dies soll Hanni sein, die dieses ablehnt. Der Kommissar erpresst sie jedoch mit den Vorfällen. Hanni sieht nun wegen ihrer familiären Geldsorgen auch eine Möglichkeit, ihr Leben finanziell zu verbessern. Doch die neue „Arbeit“ hat so ihre Tücken. Bei ihrem ersten Auftrag misslingt es Hanni mehrfach, diesen auszuführen, erst wieder ein Zufall bringt das Opfer zu Tode. Hanni bietet einem Ehepaar, bei dem sie putzt, ihre Dienste an, da diese von einem rücksichtslosen Nachbarn tyrannisiert werden. Doch auch dies läuft anders als geplant. Als Hanni bei ihrem nächsten Auftrag eine junge Frau umbringen soll, da diese gegen ihren Vergewaltiger aussagen möchte, hat sie Skrupel. Mit Hilfe ihrer Putzbrigade gewährt sie der Frau Opferschutz und sie rächen sich gemeinsam an dem Täter.
Sascha ist mittlerweile aus dem Krankenhaus geflohen und sucht Hanni auf, um sie zu töten. Erneut zieht er den Kürzeren. Gemeinsam mit der Putzbrigade wollen sie sich am Kommissar rächen. Sie entwenden die Beweismittel, die Hanni mit den Vorfällen in Verbindung bringen könnten, aus der Asservatenkammer und überlassen Sascha den Kommissar. Sie finden bei den Beweismitteln viel Geld, welches sich der Kommissar zu Seite gelegt hat. Dieses teilt sich Hanni mit Sascha und ihren Putzfrauen. Hanni versöhnt sich mit ihrem Mann und beide kaufen das Haus zurück, in dem sie früher gewohnt haben. Sascha schließt sich der Putzbrigade an.

## Produktion
Der Film wurde in der Zeit vom 24. November 2016 bis zum 16. Januar 2017 in Frankfurt am Main, unter anderem im Einkaufszentrum MyZeil gedreht.
Der Titel des Films Hit Mom bezieht sich auf ein Wortspiel aus der Kombination der beiden Wörter Hitman und Mom. Hitman ist eine gebräuchliche Bezeichnung für eine Person, die einen Auftragsmord durchführt und wird häufig im Zusammenhang mit organisierter Kriminalität genannt. Mom unterstreicht die Rolle der Hanni, die sich als Familienmutter aufopferungsvoll um Ehemann und Kind kümmert.

## Rezeption

### Kritiken
Das Lexikon des internationalen Films beschreibt den Film als „[s]ympathische schwarze (Fernseh-)Komödie, in der sich geglückte Pointen und alberne Eskapaden die Waage halten.“
Rainer Tittelbach gibt dem Film in seiner Besprechung bei tittelbach.tv insgesamt 4,5 von 6 Sternen. Er streicht die absurde Situationskomik des Films heraus, die weitgehend ernsthaft gespielt sei. Der Film verfalle nicht in deutschen Klamauk, auch wenn manch einer den Film albern finden wird. Für ihn ist die Besetzung des Gespanns Anneke Kim Sarnau und Jürgen Tarrach ein Volltreffer, eine Kombination, die schon in Ein Mann, ein Fjord! erfolgreich gewesen sei. Tittelbach resümiert: „Sarnau als verzweifelte Seiteneinsteigerin ins Killer-Business und Tarrach als fieser Invaliden-Cop, der Auftragsmorde anbietet, spielen das mit einer solchen Selbstverständlichkeit, dass man diesen höheren Genre-Blödsinn den beiden problemlos abnehmen kann. Und etwas Social & Christmas Touch sind auch dabei.“

### Einschaltquoten
Die Erstausstrahlung im Ersten am 13. Dezember 2017 sahen 4,18 Millionen Zuschauer. Dies entsprach einem Marktanteil von 13,4 %.